# Ямасита, Ёситэру
Ёситэру Ямасита (яп. 山下 芳輝 Ямасита Ёситэру, род. 21 ноября 1977, Фукуока) — японский футболист.

## Карьера
На протяжении своей футбольной карьеры выступал за клубы «Ависпа Фукуока», «Вегалта Сэндай», «Касива Рейсол», «Омия Ардия», «Тотиги», «Рюкю».

## Национальная сборная
С 2001 по 2003 год сыграл за национальную сборную Японии 3 матча. Также участвовал в Кубке конфедераций 2001 года.

## Статистика за сборную
| Сборная Японии | Сборная Японии | Сборная Японии |
| Год            | Матчи          | Голы           |
| -------------- | -------------- | -------------- |
| 2001           | 2              | 0              |
| 2002           | 0              | 0              |
| 2003           | 1              | 0              |
| Итого          | 3              | 0              |